# John Scalzi
John Michael Scalzi II (n. 10 mai 1969, Fairfield, California, Statele Unite) este un autor american, scriitor on-line și președinte al Science Fiction and Fantasy Writers of America. El este cel mai bine cunoscut pentru romanul său nominalizat la Premiul Hugo Războiul bătrânilor, roman publicat de Tor Books în ianuarie 2005. Mai este cunoscut pentru blogul său, Whatever, în care scrie zilnic pe o serie de subiecte din anul 1998. El a scris și o serie de cărți de non-fictiune. Romanul său Redshirts a primit în 2013 Premiul Hugo pentru cel mai bun roman.

## Biografie
Scalzi s-a născut și și-a petrecut copilăria în California, în principal în suburbiile Los Angelesului Covina, Glendora și Claremont. El a urmat aceeași școală cu cunoscutul blogger Josh Marshall, fiind colegi în promoția 1987. După Webb School of California, Scalzi a urmat Universitatea din Chicago, unde a fost coleg de clasă cu câștigătorul premiului Pulitzer David Auburn. Îndrumătorul său a fost, pentru scurt timp, Saul Bellow, dar Scalzi a abandonat cursurile cu el odată cu ocuparea funcției de "Ombudsman" al universității. În timpul anului școlar 1989–1990, Scalzi a fost editor-șef la The Chicago Maroon.
După ce a absolvit în 1991, Scalzi s-a angajat în funcția de critic de film la ziarul Fresno Bee, devenind în cele din urmă autorul unor articole umoristice. În 1996 a fost angajat ca scriitor de casă la America Online și s-a mutat în Sterling, Virginia împreună cu soția sa, Kristine Ann Blauser, cu care se căsătorise în 1995. Colaborarea cu editura a încetat în 1998 și, de atunci, a devenit scriitor liber profesionist. În 2001 Scalzi s-a mutat în Bradford, Ohio împreună cu soția și fiica sa, Athena Marie.
Scalzi este rudă îndepărtată cu John Wilkes Booth.
Scalzi a fost ales președinte al Science Fiction and Fantasy Writers of America în anul 2010, fiind singura nominalizare la balotaj. În 2007, se înscrisese ca și candidat, concurând cu nominalizatul acelui an, dar fără a avea succes.

## Cariera

### Ficțiune
Primul roman publicat de Scalzi a fost Războiul bătrânilor, în care cetățeni de 75 de ani de pe Pământ sunt recrutați pentru a se alătura forțelor de apărare ale coloniilor spațiale umane. Scalzi a atras atenția asupra asemănărilor cu romanul Infanteria stelară a lui Robert A. Heinlein, mulțumindu-i lui Heinlein în cadrul cărții. Războiul bătrânilor a fost publicat după ce a apărut online: Scalzi a serializat cartea pe site-ul său în decembrie 2002, ceea ce a atras o ofertă de publicare din partea editorului de la Tor Books Patrick Nielsen Hayden. Ediția hardcover a apărut în ianuarie 2005. Războiul bătrânilor a fost nominalizat la premiul Hugo pentru "Cel mai bun roman" în martie 2006.
Al doilea roman publicat de Scalzi a fost Agent to the Stars. Romanul fusese scris înaintea Războiului bătrânilor (în 1997), fiind plasat online în 1999 ca "roman disponibil" de către Scalzi, care a încurajat cititorii să îi trimită un dolar dacă le-a plăcut povestea (el a relansat cartea în 2004, în format "gratuit"). Romanul a fost publicat în ediție limitată semnată de către Subterranean Press în iulie 2005, coperta fiind realizată de popularul artist de la Penny Arcade Mike Krahulik; Tor Books a publicat romanul în ediție paperback în octombrie 2008.
În luna februarie a anului 2006 a fost lansat romanul Brigăzile-Fantomă, continuarea Războiului bătrânilor. Alt roman science fiction lansat în acel an pe 31 octombrie, The Android's Dream, nu s-a vândut la fel de bine ca seria Războiul bătrânilor, dar a fost remarcat ca fiind singurul roman, din toate genurile, al cărui prim capitol îl constituie o singură poantă de mare întindere.
În luna august a anului 2006, Scalzi a primit premiul John W. Campbell pentru "Cel mai bun debutant" pentru scriitorii care au debutat în anul 2005.
În luna februarie a anului 2007, Subterranean Press a publicat o nuveletă a cărei acțiune se petrece în universul ''Războiul bătrânilor'', "The Sagan Diary". Scalzi a declarat că inițial scrisese cartea sub forma unui poem cu versificație liberă, pe care a transcris-o ulterior în proză. O versiune audio a nuveletei "The Sagan Diary" a fost disponibilă pe site-ul lui Scalzi în luna februarie a anului 2007, în lectura colegilor autori de science fiction Elizabeth Bear, Mary Robinette Kowal, Ellen Kushner, Karen Meisner, Cherie Priest și Helen Smith. În luna noiembrie a aceluiași an, Subterranean Press a lansat online versiunea gratuită a nuveletei "The Sagan Diary" Arhivat în 22 iunie 2011, la Wayback Machine.. În april 2008, Audible Frontiers a realizat un audiobook al nuveletei, în lectura lui Stephanie Wolfe.
Al treilea roman a cărui acțiune se petrece în același univers, Ultima colonie, a fost lansat în aprilie 2007. A fost nominalizat la premiul Hugo pentru "Cel mai bun roman" în 2008, iar Scalzi a pierdut cu doar 9 voturi diferență.
Povestea lui Zoë, al patrulea roman al seriei Războiul bătrânilor, prezintând o perspectivă diferită asupra evenimentelor din Ultima colonie, a fost anunțat în septembrie 2007 după ce directorul de la Tor a postat coperta pe blogul ei, fiind publicat în luna august a anului 2008. Povestea lui Zoë a fost nominalizat la premiul Hugo pentru "Cel mai bun roman" în luna martie a anului 2009.
Tot în 2008, Audible.com a lansat antologia audio METAtropolis, editată de Scalzi și cuprinzând proză scurtă aparținând unui univers comun creat de Scalzi, Elizabeth Bear, Tobias Buckell, Jay Lake și Karl Schroeder. Un proiect unic, METAtropolis a fost plănuit de la început ca antologie audio care să devină ulterior una tipărită. Cartea audio cuprindea vocile actorilor din Battlestar Galactica Michael Hogan, Alessandro Juliani și Kandyse McClure, fiind nominalizată la premiul Hugo pentru "Cea mai bună prezentare dramatică în format lung" în 2009. O continuare, METAtropolis: Cascadia, editată de Jay Lake, a fost lansată în 2010. În 2009, Subterranean Press a lansat o ediție limitată a antologiei METAtropolis, publicată ulterior în ediție hardcover de către Tor, în 2010.
Pe 7 aprilie 2010, Scalzi a anunțat o reluare a ideii din Little Fuzzy a lui H. Beam Piper cu o nouă desfășurare a evenimentelor, întreprindere autorizată de deținătorii legali ai drepturilor literare Piper, titlul provizoriu fiind Fuzzy Nation. Proiectul a fost achiziționat de Tor Books, urmând a fi lansat în cursul anului 2011.
Scalzi nu a scris multe povestiri, dar "After the Coup" (prima povestire publicată inițial pe Tor.com) a fost finalista premiului Locus pentru "Cea mai bună povestire" din 2009. Tor a lansat ediția tipărită în 2009.
Pe 6 iulie 2012, Tor a anunțat ca al cincilea roman al seriei Războiul bătrânilor, The Human Division, va fi serializat în format electronic din ianuarie 2013 până în aprilie același an, urmând a fi tipărit în luna mai; versiunea tipărită urma să conțină și lucruri care nu apăruseră în cea electronică.
Cartea sa din 2012 Redshirts: A Novel with Three Codas a câștigat în 2013 premiul Hugo pentru cel mai bun roman.

### Non-ficțiune
Deși Scalzi este mai bine cunoscut pentru operele sale de ficțiune, el a scris și câteva cărți de non-ficțiune, incluzând aici un set de trei cărți pentru lista de cărți a ediției londoneze Rough Guides. Prima dintre acestea a fost The Rough Guide to Money Online, lansată la sfârșitul lunii octombrie 2000 și prezenta sfaturi pentru a folosi uneltele financiare disponibile online. După spusele lui Scalzi nu a avut succesul scontat, cel mai probabil din cauza colapsului "Dot com" petrecut în aceeași perioadă cu lansarea cărții. Următoarea carte de non-ficțiune a lui Scalzi a fost The Rough Guide to the Universe, o carte de astronomie pentru pasionații începători și amatori, lansată în mai 2003. A treia carte pentru Rough Guides, The Rough Guide to Sci-Fi Movies, a fost lansată în octombrie 2005 și acoperă istoria science fictionului și a filmului de ficțiune, prezentând un "canon" al celor mai importante filme science fiction.
Scalzi a scris pentru Portable Press seria "Book of the Dumb", care prezintă o cronologie a oamenilor care au făcut întreprinderi stupide. Prima carte a seriei a fost lansată în octombrie 2003, a doua urmând-o după un an.
În noiembrie 2005, Scalzi a anunțat că postările din blogul său, Whatever, vor fi adunate într-o carte lansată de Subterranean Press. Cartea, You're Not Fooling Anyone When You Take Your Laptop to a Coffee Shop: Scalzi on Writing, a fost lansată de Subterranean Press în februarie 2007. O a doua colecție, Your Hate Mail Will Be Graded: A Decade of Whatever 1998 - 2008, a fost lansată în septembrie 2008, câștigând premiul Hugo în 2009.

### Lucrări online și alte opere
Scalzi a înregistrat domeniul Scalzi.com în 1998 și în același an a început să scrie blogul aproape zilnic  "Whatever". Numele sugerează gama largă de subiecte abordate de Scalzi, deși multe dintre postările memorabile se axează pe politică și scris. Deși Scalzi susține că a creat Whatever ca să exerseze pentru a fi un scriitor profesionist, o serie de lucrări apărute inițial acolo au ajuns să fie publicate în format tradițional, incluzând aici contribuțiile "Urăsc politica ta" și "Fiind sărac", ultima fiind publicată în Chicago Tribune în septembrie 2005.
Scalzi s-a folosit de Whatever și pentru a solicita în 2005 lucrări de ficțiune și de non-ficțiune pe tema clișeelor din science fiction pentru numărul 4 al revistei Subterranean Magazine, la care a fost editor invitat (publicat în 2006 de Subterranean Press). Solicitarea inițială a fost postată în luna martie 2005, singura cerință pentru lucrările expediate fiind aceea de a fi trimise în format text și doar între 10/1/05 și 11/1/05, în loc de stabilirea unui termen de predare clasic. După epuizarea tirajului, numărul a devenit disponibil online pentru descărcare gratuită.
Povestirea lui Scalzi How I Proposed to My Wife: An Alien Sex Story, nu a apărut în revistă, ci doar într-o ediție ieftină rezervată celor care au cumpărat ediția limitată hardocover. În april 2008 Scalzi a publicat povestirea pe site-ul său.
În septembrie 2006, Scalzi a dat stârnit vâlvă pe internet pentru scurt timp în urma unui eveniment care a implicat pisica sa, Ghlaghghee (pronunțat "Fluffy"). Pe blogul lui Scalzi apar frecvent poze cu cele trei pisici ale lui și cu câinele familiei, uneori în format LOLcat. Scalzi a fost menționat într-un articol pe tema oamenilor și a pisicilor lor apărut în 2008 în New York Times, unde a fost pomenit și episodul care o implica pe Ghlaghghee. După ce fanii au declarat în mod repetat că folosesc pozele postate de Scalzi pe Whatever pe post de fundal la ecranele calculatoarelor lor, autorul a creat un set de fotografii pe Flickr, destinat uzului personal non-comercial. Unele fotografii includ pisici, altele apusuri de soare sau alte peisaje naturale, uneori modificate în Photoshop.
Pe 29 martie 2007 s-a anunțat că Scalzi a fost din nou nominalizat la premiul Hugo, de data aceasta la categoria  "Cel mai bun fan scriitor", pentru lucrările sale online pe tema science fictionului. El a fost primul câștigător al premiului Campbell nominalizat la această categorie. În 2008 a fost din nou nominalizat la aceeași categorie și de data aceasta a și câștigat, devenind prima persoană nominalizată simultan la această categorie și la cea de "Cel mai bun roman" din 1970.
Scalzi folosește Whatever și pentru a aduna bani pentru organizații și cauze susținute de el. De remarcat este un eveniment din iunie 2007, când a adunat peste 5.000$ în 6 zile pentru Americans United for the Separation of Church and State, provocat fiind de colegul său scriitor Joe Hill să viziteze Creation Museum, deschis recent în Cincinnati, nu departe de casa din Ohio a lui Scalzi. Hill a trebuit să îi plătească biletul și să doneze o sumă similată la acțiunea de caritate inițiată de Scalzi. Scalzi a extins târgul la scara tuturor cititorilor Whatever și a postat articolul său legat de Creation Museum pe 12 noiembrie 2007. În septembrie 2010 s-a alăturat celor de la Subterranean Press, autorilor Wil Wheaton, Patrick Rothfuss, Catherynne M. Valente, Rachel Swirsky și altora pentru a crea o culegere de povestiri ieftină intitulată Clash of the Geeks, oferită online în schimbul unei donații către filiala Michigan/Indiana a organizației Lupus Alliance of America. Unele povestiri au fost selecționate pentru un concurs care s-a derulat pe Whatever și în care se solicita scrierea unei povestiri care să explice pictura comandată de Scalzi lui Jeff Zugale, în care Scalzi apărea pe post de  orc, iar Wheaton călărea un unicorn.
În 2013, Scalzi a atras atenția mass-media anunțând că va dona 5$ pentru acțiuni caritabile de fiecare dată când se va face referire la el în vreun fel, chiar și sub formă de pseudonim, cum a fost cazul scriitorului Theodore Beale. După ce și alții s-au raliat la demersul său, s-au colectat peste 50.000$ în mai puțin de o săptămână.
În afara site-ului său personal, Scalzi a fost blogger profesionist la AOL Journals și AIM Blogs între lunile august 2003 și decembrie 2007. În acest rol, el a creat subiecte (cele mai cunoscute fiind Weekend Assignment și Monday Photo Shoot), a răspuns întrebărilor despre blogging puse de membrii AOL și a postat legături interesante pentru cititori. Cei care au citit atât site-ului personal al lui Scalzi, cât și "By the Way Arhivat în 17 septembrie 2008, la Wayback Machine." de pe AOL Journal, au remarcat diferențele de ton ale fiecărui site. Scalzi a adoptat această diferență de ton ținând cont de misiunea fiecărui site. Începând din martie 2007, el a lucrat ca blogger și pentru site-ul Ficlets al celor de la AOL, scriind despre literatură și alte subiecte înrudite. Pe 7 decembrie 2007, Scalzi a anunțat că, prin înțelegere reciprocă, contractul său cu AOL nu va fi reînnoit la sfârșitul acelui an, în principal pentru a avea mai mult timp pentru scrierea cărților.
În 2008, Scalzi a început să scrie săptămânal un articol despre filmele science fiction/fantasy pentru AMCTV.com, site-ul rețelei de televiziune prin cablu AMC.
Pentru mediile tradiționale, Scalzi a scris articole pe DVD și articole de opinie pentru Official US Playstation Magazine, între 2000 și 2006, alte articole pe DVD pentru Dayton Daily News de-a lungul anului 2006 și scrie, de asemenea, pentru alte reviste și ziare atunci când e solicitat. El este și consultant de afaceri, în special în domeniile online și financiar.
Pe 14 ianuarie 2009, Scalzi a anunțat că va fi consultantul de creație al spectacolului de televiziune Stargate Universe, care urma să fie lansat în curând.
Pe 1 aprilie 2011, Tor Books a colaborat cu Scalzi pentru o farsă de Ziua păcălelilor, Tor pretinzând că „este mândră să anunțe lansarea noii trilogii fantasy a lui John Scalzi, The Shadow War of the Night Dragons, care debutează cu primul volum The Dead City” Acest fragment dintr-un roman imaginar a căpătat o viață proprie, fiind nominalizat și câștigând în 2011 votul cititorilor Tor.com. El a fost nominalizat și la premiul Hugo pentru cea mai bună povestire în 2012. El a fost urmat pe 1 aprilie 2013 de un anunț despre o adaptare muzicală a seriei.
În decembrie 2012 Scalzi a anunțat primul său proiect de joc video, Morning Star. Dezvoltat de Industrial Toys, Morning Star se adresează tabletelor și nu desktopurilor sau consolelor de jocuri.

### Romane

#### Universul ''Războiul bătrânilor''
- Old Man's War (2005)

ro. Războiul bătrânilor - editura Millennium Press 2010
- The Ghost Brigades (2006)

ro. Brigăzile-Fantomă - editura Millenniumm Press 2010
- The Last Colony (2007)

ro. Ultima colonie - editura Millenniumm Press 2011
- Zoe's Tale (2008)

ro. Povestea lui Zoë - editura Millenniumm Press 2012
- The Human Division (2013)

Nuvelă
- "Questions for a Soldier" (2005)
- "The Sagan Diary Arhivat în 22 iunie 2011, la Wayback Machine." (2007)
- "After the Coup" (2008)

#### UniversulThe Android's Dream
- The Android's Dream (2006)
- Judge Sn Goes Golfing (2009; varianta audio prescurtată Arhivat în 22 iunie 2011, la Wayback Machine.)
- The High Castle (în pregătire)

#### SeriaInterdependența
- The Collapsing Empire (2017)

ro. Prăbușirea Imperiului - editura Nemira 2019. Traducere de Nina Iordache
- The Consuming Fire (2018)

ro. Foc mistuitor - editura Nemira 2020. Traducere de Nina Iordache
- The Last Emperox (2020)

ro. Ultimul Împărax - editura Nemira 2022. Traducere de Nina Iordache

#### Romane de sine-stătătoare
- Agent to the Stars (1997 online; 2005 Subterranean Press. octombrie 2008, Tor Books)
- Fuzzy Nation (2011)
- Redshirts (2012)
- Lock-In (estimat 2014)

#### Nuvele și nuvelete
- The God Engines (2009)

### Ficțiune scurtă
- "Alien Animal Encounters Arhivat în 22 iunie 2011, la Wayback Machine." (Strange Horizons (online), 15 oct. 2001)
- "New Directives for Employee - Manxtse Relations" (publicată în ediție ieftină sub denumirea Sketches of Daily Life: Two Missives From Possible Futures de către Subterranean Press, 2005.)
- "Missives from Possible Futures #1: Alternate History Search Results Arhivat în 5 octombrie 2013, la Wayback Machine." (Subterranean Magazine, ediție online, februarie 2007)
- "How I Proposed to My Wife: An Alien Sex Story" (ediție ieftină, Subterranean Press, 2007; available as shareware from scalzi.com as of aprilie, 2008)
- "Pluto Tells All Arhivat în 22 iunie 2011, la Wayback Machine." (Subterranean Magazine, ediție online), mai 2007
- "Utere nihil non extra quiritationem suis" (METAtropolis, Audible.com, 2008, Subterranean Press 2009, Tor Books 2010)[39]
- "Denise Jones, Super Booker Arhivat în 7 iulie 2011, la Wayback Machine." (Subterranean Magazine, ediție online), septembrie 2008)
- "The Tale of the Wicked" (antologia The New Space Opera 2, iunie 2009)
- "The President's Brain is Missing Arhivat în 13 august 2011, la Wayback Machine." (Tor.com, iulie 2010)
- "An Election" (Subterranean Magazine, ediție online, noiembrie 2010)
- "The Other Large Thing" ("Deck.Ly", ediție online, august 2011)
- "Muse of Fire" (Subterranean Press, 9 septembrie 2013)

### Cărți de non-ficțiune
- The Rough Guide to Money Online (2000)
- The Rough Guide to the Universe (2003)
- The Book of the Dumb (2003)
- The Book of the Dumb 2 (2004)
- The Rough Guide to Sci-Fi Movies (2005)
- You're Not Fooling Anyone When You Take Your Laptop to a Coffee Shop: Scalzi on Writing (2007)
- Your Hate Mail Will Be Graded: Selected Writing, 1998–2008 (2008).[40]
- The Mallet of Loving Correction (2013)

### Editor
- Subterranean Magazine, #4 (2006)
- METAtropolis (2008, Audible.com; 2009, Subterranean Press; 2010 Tor Books)

## Premii
- premiul John W. Campbell pentru cel mai bun scriitor al anului 2005
- Războiul bătrânilor a fost nominalizat la premiul Hugo pentru cel mai bun roman în 2006 și a fost finalist al premiului Locus pentru cel mai bun prim roman[41]
- 2007 premiul Geffen (cea mai bine tradusă carte SF în Israel) pentru Războiul bătrânilor, traducere de Raz Greenberg
- Brigăzile-Fantomă a fost nominalizat la premiul Prometheus în 2007
- "Missives from Possible Futures #1: Alternate History Search Results" a fost finalista premiului Sidewise pentru istorie alternativă în 2007[42]
- 2008 premiul Hugo pentru cel mai bun scriitor (nominalizat și în 2007). Ultima colonie a fost nominalizat și la premiul Hugo pentru cel mai bun roman în 2008
- Premiul Hugo pentru cea mai bună carte asociată, pentru Your Hate Mail Will Be Graded: A Decade of Whatever 1998 - 2008 în 2009.
- METAtropolis a fost nominalizat la premiul Hugo pentru cea mai bună prezentare dramatică în formă extinsă în 2009, iar Povestea lui Zoë a fost nominalizat la premiul Hugo pentru cel mai bun roman - niciunul nu a câștigat.
- Povestea lui Zoë a fost nominalizat la premiul Andre Norton pentru cel mai bun SF/Fantasy pentru tineret și la premiul recenzorilor Romantic Times pentru cel mai bun roman în 2008[43]
- "After the Coup" a fost finalistă în 2009 a premiului Locus pentru cea mai bună povestire; Povestea lui Zoë a fost finalistă în 2009 a premiului Locus pentru cel mai bun roman pentru tineret[44]
- The God Engines a fost nominalizat în 2010 la premiul Hugo pentru cea mai bună nuvelă,[45] precum și la premiul Nebula pentru cea mai bună nuvelă, în 2009
- premiul Seiun din 2010 pentru Ultima colonie (Cel mai bun roman al anului într-o limbă străină)
- Kurd-Laßwitz-Preis 2010 pentru The Android’s Dream (Cel mai bun roman străin)
- Premiul Audie 2012 pentru Fuzzy Nation, narat de Wil Wheaton (Cea mai bună carte audio SF)
- Premiul Hugo pentru cel mai bun roman pentru Redshirts: A Novel with Three Codas în 2013

## Nomenclator
Numele personajului principal din Războiul bătrânilor, John Perry, provine de la prenumele cântărețului de la clape al formației Journey, iar numele de la vocalistul aceleiași formații. Personajul Steve Cain și-a dobândit prenumele și numele invers. Gabriel Brahe din Brigăzile-Fantomă a fost numit după protagoniștii din Penny Arcade, iar locotenentul Stross după un coleg scriitor, Charles Stross. Există personaje ale căror nume îi au la bază pe Neil Gaiman, Scott Sigler, JC Hutchins, E.J. Fischer și Dave McKean. Ofițerul medical Hartnell din Redshirts reprezintă o trimitere la interpretul original al lui Doctor Who, William Hartnell.
Numele personajului principal din Android's Dream a fost luat de la numele străzii pe care a locuit Scalzi în timp ce scria romanul.

### Interviuri
- Interviu Strange Horizons: John Scalzi Arhivat în 27 iunie 2006, la Wayback Machine., de Dawn Burnell, martie 2005
- Prezentare autori @ Google, aprilie 2007
- John Scalzi la The Glenn & Helen Show Arhivat în 12 februarie 2008, la Wayback Machine.
- TV Interviu cu John Scalzi, de Glenn Reynolds
- Aceeași poveste cu sensibilitatea secolului XXI: O conversație cu John Scalzi, Clarkesworld Magazine, aprilie 2011